# 借金王キャッシュ
借金王キャッシュ(しゃっきんおうキャッシュ)は河内美雪の漫画作品。「花とゆめ」(白泉社)に、1994年1月から1994年6月まで連載された。花とゆめコミックス(全2巻)が刊行された。
作者の代表作の一つ。バブル崩壊直後の経済が混乱した時代背景を、作者独特の力強く勢いのあるコメディーとして少女漫画に持ち込んだ異色の作品として知られる。前半は借金返済の日々を描いた本編で、後半は学費が極端に安く悪名高い高校に復学した高校編で構成する。
ヤクザとの駆け引きや格闘、流血に加え、当時既にギャグでしかなくなっていた「番長」との闘いなど、極めて少年漫画的なモチーフを全編にわたって展開している。

## あらすじ
バブル崩壊ですべてを失った北条家は、10億円の借金を抱えてバラック暮らしを始めた。それでも家族はのほほんと浮世離れした日々を送っていた。しかしお嬢様高校生の娘、政子は次第に貧乏暮らしが身に応えてくる。ある日、借金の取り立てに乗り込んできた高利貸しの手下、遠山が放った「このビンボー人が」という一言に切れ、闘争本能をむき出しにした別人格に豹変する。

## 登場人物

### 北条家
北条 政子(ほうじょう・まさこ)
主人公。たおやかな北条財閥の令嬢としての日々を送っていたが、すべてを失ってバラック暮らしをしているうちに、内に潜んでいた闘争本能が前面に現れ、高校を退学。さまざまなヤクザまがいの稼業に手を出しながら、父親が背負った10億円の借金を返そうとする。生きることに極めてどん欲で、金のためなら弟すら売り飛ばそうとする。
第1巻終盤で、カルロスの実家があるブラジルへ家族で移住しようと計画するが、搭乗した飛行機がハイジャックに遭う。事件解決後、ロシアへ渡り、偶然発見した石油を元手に100億ルーブル（連載当時の約13億円）以上稼ぎだす。帰国後、10億円の借金を返済し、山奥にある「日本一授業料が安く 偏差値も低い」高校へ編入。寮でルームメイトになった藤原貴子（後述）から「この学校の番長が月に一度の「集金日」を設けている」事を聞き、興味を抱く。
北条 清彦(ほうじょう・きよひこ)
政子の病弱な弟。豹変した政子によってむりやり中学校を退学させられ、バイトで働かされるうちに芸能プロダクションのスカウトに目をつけられ、政子にむりやり5000万円で売り飛ばされる。浮世離れしたのほほんとした性格で人を疑うことを知らないため、訳の分からないまま「美人女性タレント」として働かされ続けていたが、政子の項にあるハイジャック事件のため、半年間「美少女アイドル・清彦が突如失踪」と報道されていた。
帰国後。芸能界を引退し、脱サラしペンションを開業する両親と共に、別荘地へ移住した。
北条兄弟の両親(ほうじょうきょうだいのりょうしん)
政子・清彦姉弟の両親。父は北条財閥の社長として、会社を切り盛りしていたが、突如経営破綻。更に追い討ちをかけるように、その直後。父親（先代社長で、政子たちの祖父。）が急死。相続税も含めて、10億円の借金を背負ってしまう。
母は絵に描いたような良妻賢母で、語学堪能。ロシアから帰国後、父が「もうみにくい権力闘争や派閥争いはまっぴらだよ」と会社勤めに見切りをつけ、脱サラして、ペンション経営に乗り出した。

### 北条家の協力者
遠山(とおやま)
政子の父親に10億円の借金を背負わせた高利貸しの手下で、いつもサングラスをかけた大男。最初は取り立てで北条家を訪れるたびに家人を恫喝していたが、次第に生きることに異常なまでの執念を燃やす政子を気に掛け、手助けをするようになる内、政子に惹かれていき、藤原社長（後述）と恋のライバルに。
物語終盤、政子を心配してカルロスと共に聖マリオット学園へ学食の賄い婦として潜入した。
カルロス
ブラジル人労働者。不況で勤めていた工務店を首になり追い出されたところを政子に拾われる。家族のために一度は政子を裏切るが、ラテン人の彼ですらあぜんとする後先考えない政子のバイタリティーに次第に感化される。

### 藤原家
藤原(ふじわら)
大会社の若社長で、以前から政子に恋してその姿をかいま見ては幸せにひたっていたが、没落後も「あしながおじさん」や「紫のバラの人」を気取って政子を見守り続ける。
北条家の借金返済が可能な10億円の結納金を持参して政子に結婚を申し込む。全寮制の聖マリオット学園に、在学中の異母妹がいる（「高校編」より登場）。
藤原 貴子(ふじわら・たかこ)
藤原社長の腹違いの妹。成績が悪く、中学時代の教師から「聖マリオット学園以外は無理」と言われ、在学中。母は「和服の似合う美しい熊狩り」（貴子談）だったが、自分達が住む村を荒らすヒグマを退治するため、冬山に向かいそのまま二度と帰らなかった（「春になってから、権三の死体だけが雪崩と共に村へ流れついたわ…」との事から、相討ちにより死去したと思われる。）。
父親の元へ引き取られ、幸せに暮らしていたが兄社長が系列企業を3社も倒産に追い込んでしまい、一族郎党共に負債を返すため、苦労を重ねた。高校進学後、「この学園の前番長を母の形見の火縄銃でおどし、権力の座についたの…」と政子に語り、自社株を買い漁っていた事を明かした。

## 各話一覧
- 「借金王キャッシュ」1-5話(花とゆめ1994年4-8号)
- 「借金王キャッシュ高校編」第1回-第4回(花とゆめ1994年11-14号)